# Polyosma philippinensis
Polyosma philippinensis är en tvåhjärtbladig växtart som beskrevs av Merrill. Polyosma philippinensis ingår i släktet Polyosma och familjen Escalloniaceae. Inga underarter finns listade i Catalogue of Life.